# Rhyacophila norbu
Rhyacophila norbu är en nattsländeart som beskrevs av Schmid 1970. Rhyacophila norbu ingår i släktet Rhyacophila och familjen rovnattsländor. Inga underarter finns listade i Catalogue of Life.